# Gotemburgo e Bohuslän
O Condado de Gotemburgo e Bohus (Göteborgs och Bohus län) foi um condado da Suécia até 31 de dezembro de 1997, data em que foi unido aos condados de Skaraborg (Skaraborgs län) e Alvsburgo (Älvsborgs län) para formar o atual condado da Västra Götaland (Västra Götalands län). O condado possuia este nome devido a ser constituído pela cidade de Gotemburgo e pela província histórica da Bohuslän. A cidade de Gotemburgo era a capital do condado.

## Cidades principais
- Gotemburgo (capital do condado)
- Kungälv
- Stenungsund
- Uddevalla
- Marstrand
- Lysekil
- Strömstad

## Governadores
- Johan von Schönleben (1682-1700)
- Erik Siöblad (1700-1711)
- Carl Gustaf Mörner (1712-1719)
- Nils Posse (1719-1723)
- Axel Gyllenkrok (1723-1730)
- Bengt Ribbing (1730-1741)
- Lorentz Kristoffer Stobée (1741-1749)
- Johan von Kaulbars (1749-1762)
- Didrik Henrik Taube (1763-1772)
- Anders Du Rietz (1772-1790)
- Johan Beck-Friis (1790-1796)
- Samuel af Forselles (1796-1800)
- Johan Fredrik Carpelan (1800-1808)
- Axel von Rosen (1809-1834)
- Gillis Edenhjelm (1835-1843)
- Carl Gustaf Löwenhielm (1843-1847)
- Olof Fåhræus (1847-1864)
- Albert Ehrensvärd (1864-1885)
- Gustaf Fredrik Snoilsky (1885-1897)
- Gustaf Lagerbring (1897-1917)
- Oscar von Sydow (1917-1934)
- Malte Jacobsson (1934-1950)
- Per Nyström (1950-1971)
- Erik Huss (1971-1978)
- Carl Persson (1979-1980)
- Åke Norling (1980-1989)
- Kjell A. Mattsson (1989-1995)
- Göran Bengtsson (1996-1997)